# 元祖パチンコ物語・駅前戦争
『元祖パチンコ物語・駅前戦争』（がんそパチンコものがたり・えきまえせんそう）とは、ケイエスエスが作成したVシネマの喜劇映画。前作『元祖パチンコ物語・温泉珍道中』に続く同名シリーズの第二弾。1994年3月21日発売。

## あらすじ
パチンコチェーン店「マツヤ」の会長・恩田国松（財津一郎）はメイン店「マツヤ」の業務を社長で息子である良介（新藤栄作）や妻で専務の昌代（中原早苗）に任せて悠々自適の毎日を送っていた。
ところが、駅の反対側に出来たパチンコ店「ジャンボ」の出現で国松の店は客足が減ってピンチに陥った。店長の丸山（桜金造）は敵情視察に「ジャンボ」に潜入するのだが、なんとその店にかつての恋人・春菜が偶然働いていた事に驚く。
彼女は前の夫の借金の肩代わりに「ジャンボ」の店長・田沼の女となっていた。事情を知った丸山は春菜を助けたい一身で唐突にも「マツヤ」に辞表を出してしまい「ジャンボ」の　店員として働くことにした。　驚いた国松は行動を開始し、「ジャンボ」のオーナーが相良財閥の総帥・相良三平（大村崑）である事を知り、また、田沼が「ジャンボ」を利用して横領を企てていることをつきとめる。事実が明らかとなった田沼は逃げ出し、駅前戦争は終結した。

## 出演
- 恩田国松（財津一郎）
- 恩田昌代（中原早苗）
- 恩田良介（新藤栄作）
- 丸山（桜金造）
- 杉山（平凡太郎）
- 相良三平（大村崑）

## スタッフ
- 監督：坂下正尚
- プロデューサー：吉田晴彦/伊藤靖冶/玉盛正陽
- 原作：間部洋一
- 脚本：奥村俊雄
- 企画：末吉博彦
- 助監督：畠山典之